# Erpobdella
Erpobdella — рід п'явок родини Erpobdellidae ряду Безхоботні п'явки (Arhynchobdellida). Має 32 види. Інша назва «мала псевдокінська п'явка».

## Опис
Загальна довжина представників цього роду коливається від 2 до 7 см (зазвичай 3—4 см). Наділені 3—4 парами очей, окрім виду Erpobdella borisi, у якого очі атрофовано. Щелепи у цих п'явок зредуковані. Тіло складається з 5-кільцевих сомітів. Кожне кільце майже дорівнює іншому.
Забарвлення спини зазвичай сіре, коричневе або чорне з темними відтінками. Черево світліше. Можуть бути присутні смуги або плями на спині. На череві вони трапляються рідше.

## Спосіб життя
Є бентосними. Воліють до прісних водойм, часто зустрічаються на водних рослинах або серед каміння. Полюбляють чисту воду, тому їх часто використовують для вивчення забрудненостіводоймищ.  Є хижаками, що полюють на дрібних водних безхребетних (насамперед олігохетів), яких заковтують цілком.
Відкладають кокон, в якому може міститься до 30 яєць.
Тривалість життя від 1,5 до 2 років.

## Розповсюдження
Поширено в Європі, Азії, Північній Африці, Північній Америці.

## Види
- Erpobdella anoculata (Moore, 1898)
- Erpobdella bhatiai Nesemann, 2007
- Erpobdella borisi Chichocka et al., 2015
- Erpobdella bucera (Moore, 1953)
- Erpobdella bykowski (Gedroyc, 1913)
- Erpobdella concolor Annandale, 1913
- Erpobdella costata Sawyer & Shelley, 1976
- Erpobdella dubia (Moore & Meyer, 1951)
- Erpobdella fervida (Verrill, 1874)
- Erpobdella japonica (Pawlowski, 1952)
- Erpobdella johanssoni (Johansson, 1927)
- Erpobdella krasense (Sket, 1968)
- Erpobdella lahontana Hovingh & Klemm, 2000
- Erpobdella luguensis Liu, 1984
- Erpobdella melanostoma (Sawyer & Shelley, 1976)
- Erpobdella mestrovi (Kerovec, Kučinić & Jalžić, 1999)
- Erpobdella mexicana (Dugès, 1872)
- Erpobdella microstoma (Moore, 1901)
- Erpobdella monostriata (Lindenfeld et Pietruszynski, 1890)
- Erpobdella nigricollis (Brandes, 1900)
- Erpobdella obscura (Verrill, 1872)
- Erpobdella octoculata (Linnaeus, 1758)
- Erpobdella ochoterenai Caballero, 1932
- Erpobdella parva (Moore, 1912)
- Erpobdella punctata  (Leidy, 1870)
- Erpobdella quaternaria (Moore, 1930)
- Erpobdella subviridis (Dutrochet, 1817)
- Erpobdella testacea (Savigny, 1820)
- Erpobdella tetragon (Sawyer & Shelley, 1976)
- Erpobdella triannulata Moore, 1908
- Erpobdella vilnensis (Liskiewicz, 1925)
- Erpobdella wuttkei Kutschera, 2004